# (5469) 1988 BK4
Az (5469) 1988 BK4 a Naprendszer kisbolygóövében található aszteroida. Henri Debehogne fedezte fel 1988. január 21-én.